# 珍氏寧巴鰕鱂
珍氏寧巴鰕鱂，為輻鰭魚綱鯉齒目假鰓鱂科的其中一種，被IUCN列為瀕危保育類動物，分布於非洲賴比瑞亞北部與幾內亞東部淡水流域，體長可達5.5公分，棲息在草原溪流底中層水域，生活習性不明，可作為觀賞魚。